# 부발초등학교 백록분교
부발초등학교 백록분교는 대한민국 경기도 이천시에 있었던 공립 초등학교이다.

## 학교 연혁
- 1970년 11월 3일 부발국민학교 백록분교장 인가
- 1973년 3월 1일 백록국민학교(3학급) 승격
- 1985년 9월 6일 병설유치원 개원
- 1988년 10월 7일 과학실 증축
- 1996년 3월 1일 백록초등학교로 명칭 변경
- 1997년 3월 1일 급식실 증축
- 1997년 9월 8일 식당 증축
- 2001년 9월 1일 부발초등학교 백록분교장으로 편입
- 2017년 2월 28일 폐교[2]